# Yangsan Province
Yangsan Province (양산도 - Yangsando) còn gọi là The Sunlit Path là phim Hàn Quốc năm 1955 đạo diễn bởi Kim Ki-young.

## Tóm tắt
Bộ phim là phim tình cảm lịch sử nói về quan chức chính phủ cấp cao người mướng cưới một người phụ nữ đã kết hôn với người đàn ông khác.

## Diễn viên
- Kim Sam-hwa... Ok-rang[3]
- Cho Yong-soo... Su-dong
- Kim Seung-ho... ba của Ok-rang
- Park Am... Mu-ryeong
- Go Seon-ae... mẹ của Su-dong
- Ko Seol-bong
- Lee Gi-hong
- Go Il-yeon
- Choe Ryong
- Lee Yeong-ok